# 香樟樹 (電視劇)
《香樟树》是一部中国大陆电视连续剧，为中国中央电视台2004年第三季度的重点剧目。《香樟树》全剧共32集，由《雍正王朝》、《汉武大帝》的导演胡玫执导。剧中主要演员有潘虹、梅婷、刘琳、谢润、赵峥、刘冠军、闾汉彪、王伟华等。 2005年，香港亚洲电视购下了此剧在香港的播映权。